# Póvoa de Lisboa (Beijós, Carregal do Sal)

Póvoa da Lisboa é uma aldeia do concelho de Carregal do Sal e da freguesia de Beijós. As localidades vizinhas são Beijós, Póvoa de Santo António (concelho de Nelas), Póvoa da Pegada e da aldeia inabitada da Póvoa de Entre Ribeiros. Esta aldeia vivem cerca de 100 habitantes, sua maioria é população idosa, e encontra-se localizada num planalto com vista para Serra do Caramulo e para o vale da Ribeira de Beijós. 

## Eventos
- Eventos Religiosos:
  - Festa em honra da Nossa Senhora do Carmo (Julho);

## Património
- Património religioso:
  - Capela da Nossa Senhora do Carmo;

## Obras e publicações
- Livros:
  - DO SAL, Câmara Municipal Carregal "Os Edifícios Religiosos do Município de Carregal do Sal Guia Turístico - Cultural ". Morgráfica, Gráfica de Mortágua, 2015. Consultado em 04 de Setembro de 2023.